# Atalanta Bergamasca Calcio 1941-1942
Questa pagina raccoglie i dati riguardanti l'Atalanta Bergamasca Calcio nelle competizioni ufficiali della stagione 1941-1942.

## Stagione
L'ottima stagione precedente causa le pertenze dei prezzi pregiati; lasciano Bergamo Cominelli, Pozzo e l'allenatore Fiorentini, tutti passati all'Ambrosiana-Inter.
La guida tecnica viene affidata all'ungherese János Nehadoma.
Alla fine arriva una salvezza sofferta all'ultima giornata: tredicesimo posto (appena sopra la zona retrocessione) con 24 punti. Anche quell'anno non mancarono le soddisfazioni, come la vittorie contro il Milano e Fiorentina in trasferta.
In negativo, c'è anche la batosta per 9-1 subita contro il Grande Torino.
In Coppa Italia l'Atalanta viene eliminata agli Ottavi dal Modena, dopo che nel turno inaugurale aveva estromesso il Liguria.

## Organigramma societario
Area direttiva
- Presidente: Nardo Bertoncini
- Vice Presidente: Pietro Migliavacca, Sandro Gambirasi
- Segretario: Oreste Onetto

Area tecnica
- Allenatore: János Nehadoma
- Direttore Sportivo: Massimo Brighenti

Area sanitaria
- Medico Sportivo: Elio Leni
- Massaggiatore: Leone Sala

## Rosa
| N. |                      | Ruolo | Calciatore          |
| -- | -------------------- | ----- | ------------------- |
|    | Italia (bandiera)    | P     | Secondo Lanfranco   |
|    | Italia (bandiera)    | D     | Edgardo Ciancamerla |
|    | Italia (bandiera)    | D     | Alberto Citterio    |
|    | Italia (bandiera)    | D     | Luigi Mamoli        |
|    | Italia (bandiera)    | C     | Ermelindo Bonilauri |
|    | Italia (bandiera)    | C     | Guido Corbelli      |
|    | Italia (bandiera)    | C     | Giacomo Foresti     |
|    | Argentina (bandiera) | C     | Hugo Lamanna        |
|    | Italia (bandiera)    | C     | Salvatore Perrucci  |

| N. |                      | Ruolo | Calciatore          |
| -- | -------------------- | ----- | ------------------- |
|    | Italia (bandiera)    | C     | Vittorio Schiavi    |
|    | Italia (bandiera)    | C     | Paolo Tabanelli     |
|    | Italia (bandiera)    | A     | Edmondo Fabbri      |
|    | Italia (bandiera)    | A     | Giovanni Gaddoni    |
|    | Argentina (bandiera) | A     | Tomás Garibaldi     |
|    | Italia (bandiera)    | A     | Mario Gritti        |
|    | Italia (bandiera)    | A     | Mario Pagliano      |
|    | Italia (bandiera)    | A     | Luciano Peretti     |
|    | Italia (bandiera)    | A     | Sallustio Stombelli |

## Calciomercato
| Acquisti | Acquisti        | Acquisti    | Acquisti   |
| R.       | Nome            | da          | Modalità   |
| -------- | --------------- | ----------- | ---------- |
| A        | Tomás Garibaldi | Genova 1893 | prestito   |
| C        | Hugo Lamanna    | RC France   | definitivo |

| Cessioni | Cessioni          | Cessioni           | Cessioni   |
| R.       | Nome              | a                  | Modalità   |
| -------- | ----------------- | ------------------ | ---------- |
| P        | Loris Borgioli    | Padova             | definitivo |
| P        | Giuseppe Zibetti  | Lecco              | definitivo |
| D        | Ferruccio Ratti   | Anconitana-Bianchi | definitivo |
| C        | Dino Bovoli       | Ambrosiana-Inter   | definitivo |
| C        | Severo Cominelli  | Ambrosiana-Inter   | definitivo |
| C        | Nicolò Nicolosi   | Vigevano           | definitivo |
| C        | Victor José Pozzo | Ambrosiana-Inter   | definitivo |
| A        | Arnaldo Salvi     | Ambrosiana-Inter   | definitivo |

## Risultati

### Serie A

#### Girone d'andata
| Arbitro: | Bertolio (Torino) |

|                                  |           |  |
| Gaddoni 64’, 77’ Fabbri 74’, 86’ | Marcatori |  |

| Arbitro: | Gnocchini (Alessandria) |

|                           |           |  |
| Ottino 37’ Del Grosso 60’ | Marcatori |  |

| Arbitro: | Pizziolo (Firenze) |

|                                            |           |               |
| Peretti 1’, 31’ Fabbri 4’, 43’ Gaddoni 27’ | Marcatori | 21’ Cadregari |

| Arbitro: | Curradi (Firenze) |

|                                           |           |  |
| Carlo Reguzzoni 17’, 31’, 61’ Biavati 87’ | Marcatori |  |

| Arbitro: | Fois (Roma) |

|                                     |           |                                  |
| Ciancamerla 26’ (rig.) Corbelli 58’ | Marcatori | 23’ (aut.) Mamoli 39’, 81’ Banfi |

| Arbitro: | Mattea (Torino) |

|           |           |  |
| Conti 76’ | Marcatori |  |

| Arbitro: | Galeati (Bologna) |

|                   |           |                              |
| Corbelli 15’, 49’ | Marcatori | 39’ Pantó 69’ (rig.) Mornese |

| Arbitro: | Biancone (Roma) |

|           |           |                      |
| Boffi 50’ | Marcatori | 14’, 16’, 46’ Fabbri |

| Arbitro: | Neri (Vicenza) |

|  |           |              |
|  | Marcatori | 62’ Corbelli |

| Arbitro: | Galeati (Bologna) |

|              |           |  |
| Pagliano 36’ | Marcatori |  |

| Trieste 4 gennaio 1942, ore ? 11ª giornata | Triestina            | 0 – 0 | Atalanta | Stadio Littorio\| Arbitro: \| Ciamberlini (Genova) \| |
| Arbitro:                                   | Ciamberlini (Genova) |       |          |                                                       |

| Arbitro: | Curradi (Firenze) |

|             |           |                             |
| Gaddoni 33’ | Marcatori | 10’, 29’ Gabetto 85’ Petron |

| Arbitro: | Pizziolo (Firenze) |

|           |           |  |
| Stella 1’ | Marcatori |  |

| Arbitro: | Scotto (Savona) |

|                                                |           |  |
| Gaddoni 14’ Peretti 20’ Ciancamerla 82’ (rig.) | Marcatori |  |

| Milano 1º febbraio 1942, ore ? 15ª giornata | Ambrosiana-Inter  | 0 – 0 | Atalanta | Arena Civica\| Arbitro: \| Bertolio (Torino) \| |
| Arbitro:                                    | Bertolio (Torino) |       |          |                                                 |

#### Girone di ritorno
| Arbitro: | Biancone (Roma) |

|                                  |           |              |
| Grassi 14’ Viani II 49’ Stua 65’ | Marcatori | 44’ Corbelli |

| Arbitro: | Pizziolo (Firenze) |

|                                |           |  |
| Gaddoni 60’, 89’ Stombelli 62’ | Marcatori |  |

| Arbitro: | Scotti (Taranto) |

|                           |           |  |
| Busani 2’, 13’ Fabbro 90’ | Marcatori |  |

| Arbitro: | Mattea (Torino) |

|  |           |                         |
|  | Marcatori | 18’ Biavati 69’ Sansone |

| Arbitro: | Biancone (Roma) |

|              |           |              |
| Colaneri 87’ | Marcatori | 83’ Corbelli |

| Bergamo 22 marzo 1942, ore ? 21ª giornata | Atalanta          | 0 – 0 | Genova 1893 | Stadio Mario Brumana\| Arbitro: \| Zelocchi (Modena) \| |
| Arbitro:                                  | Zelocchi (Modena) |       |             |                                                         |

| Arbitro: | Pizziolo (Firenze) |

|                |           |  |
| Pantó 40’, 56’ | Marcatori |  |

| Arbitro: | Dattilo (Roma) |

|  |           |                        |
|  | Marcatori | 13’ Boffi 36’ Cappello |

| Arbitro: | Galeati (Bologna) |

|                            |           |           |
| Pagliano 17’ Tabanelli 83’ | Marcatori | 19’ Penzo |

| Arbitro: | Scorzoni (Bologna) |

|             |           |  |
| Mazzola 55’ | Marcatori |  |

| Arbitro: | Francini (Viareggio) |

|                    |           |              |
| Gaddoni 29’ (rig.) | Marcatori | 67’ Rancilio |

| Arbitro: | Pizziolo (Firenze) |

|                                                                                           |           |              |
| Ossola 18’, 83’ Menti 19’ (rig.) Gabetto 40’, 57’, 61’ Borel 41’, 55’ Citterio 75’ (aut.) | Marcatori | 77’ Pagliano |

| Arbitro: | Scorzoni (Bologna) |

|             |           |           |
| Schiavi 85’ | Marcatori | 46’ Coppa |

| Arbitro: | Scotto (Savona) |

|                       |           |              |
| Silvio Piola 29’, 59’ | Marcatori | 62’ Pagliano |

| Arbitro: | Scorzoni (Bologna) |

|             |           |            |
| Schiavi 88’ | Marcatori | 22’ Quario |

### Coppa Italia

#### Sedicesimi di finale
| Arbitro: | Bogetti (Torino) |

|  |           |                                     |
|  | Marcatori | 10’ Corbelli 75’ (rig.) Ciancamerla |

#### Ottavi di finale
| Arbitro: | Bellè (Venezia) |

|                           |           |            |
| Braga 48’ Ottino 50’, 58’ | Marcatori | 75’ Fabbri |

## Statistiche

### Statistiche di squadra
| Competizione | Punti | In casa | In casa | In casa | In casa | In casa | In casa | In trasferta | In trasferta | In trasferta | In trasferta | In trasferta | In trasferta | Totale | Totale | Totale | Totale | Totale | Totale | DR  |
| Competizione | Punti | G       | V       | N       | P       | Gf      | Gs      | G            | V            | N            | P            | Gf           | Gs           | G      | V      | N      | P      | Gf     | Gs     | DR  |
| ------------ | ----- | ------- | ------- | ------- | ------- | ------- | ------- | ------------ | ------------ | ------------ | ------------ | ------------ | ------------ | ------ | ------ | ------ | ------ | ------ | ------ | --- |
| Serie A      | 24    | 15      | 6       | 5       | 4       | 26      | 17      | 15           | 2            | 3            | 10           | 8            | 30           | 30     | 8      | 8      | 14     | 34     | 47     | -13 |
| Coppa Italia | -     | 0       | 0       | 0       | 0       | 0       | 0       | 1            | 1            | 0            | 1            | 3            | 3            | 2      | 1      | 0      | 1      | 3      | 3      | 0   |

### Statistiche dei giocatori
| Giocatore      | Serie A  | Serie A | Coppa Italia | Coppa Italia | Totale   | Totale |
| Giocatore      | Presenze | Reti    | Presenze     | Reti         | Presenze | Reti   |
| -------------- | -------- | ------- | ------------ | ------------ | -------- | ------ |
| E. Bonilauri   | 9        | 0       | 0            | 0            | 9        | 0      |
| E. Ciancamerla | 29       | 2       | 2            | 1            | 31       | 3      |
| A. Citterio    | 20       | 0       | 2            | 0            | 22       | 0      |
| G. Corbelli    | 25       | 6       | 2            | 1            | 27       | 7      |
| E. Fabbri      | 25       | 7       | 2            | 1            | 27       | 8      |
| G. Foresti     | 1        | 0       | 0            | 0            | 1        | 0      |
| G. Gaddoni     | 28       | 8       | 2            | 0            | 30       | 8      |
| M. Gritti      | 2        | 0       | 0            | 0            | 2        | 0      |
| H. Lamanna     | 29       | 0       | 2            | 0            | 31       | 0      |
| S. Lanfranco   | 30       | -47     | 2            | -3           | 32       | -50    |
| L. Mamoli      | 12       | 0       | 0            | 0            | 12       | 0      |
| M. Pagliano    | 18       | 4       | 1            | 0            | 19       | 4      |
| L. Peretti     | 17       | 3       | 1            | 0            | 18       | 3      |
| S. Perrucci    | 23       | 0       | 1            | 0            | 24       | 0      |
| V. Schiavi     | 29       | 2       | 2            | 0            | 31       | 2      |
| S. Stombelli   | 4        | 1       | 0            | 0            | 4        | 1      |
| P. Tabanelli   | 30       | 1       | 2            | 0            | 32       | 1      |